# Рамирес, Серхио
Се́рхио Рами́рес Мерка́до (исп. Sergio Ramírez Mercado; род. 5 августа 1942, Масатепе) — никарагуанский писатель и революционер, член СФНО. После победы Сандинистской революции — координатор Правительственной хунты национального возрождения (1980—1981), вице-президент в 1985—1990 годах.

## Биография
Родился в семье мелкого кофейного плантатора, одно время мэра г. Масая и директора школы.
В 1959 году поступил на юридический факультет Национального автономного университета Леона. В 1960 году основал журнал «Ventana» и возглавил одноимённое литературное движение. Тогда же начал принимать участие в гражданском сопротивлении студентов против диктатуры семьи Сомоса.
В 1964 году закончил учёбу, получив степень доктора права и золотую медаль лучшего студента выпуска.
В 1964—1973 годах жил в Коста-Рике, в 1973—1975 годах — в Берлине. Дважды избирался (в 1968 и 1976 году) Генеральным секретарём Конфедерации Центральноамериканских университетов (CSUCA), базирующейся в Коста-Рике. В 1968 году основал Центральноамериканское университетское издательство (EDUCA). С 1975 года член Сандинистского фронта национального освобождения (СФНО).
В 1977 году возглавил «Группу двенадцати», состоящую из интеллектуалов, предпринимателей, священников и гражданских лидеров, в поддержку СФНО в борьбе с режимом Сомосы.
После победы сандинистской революции был назначен членом правящей в стране Правительственной хунты национального возрождения. В 1981 году был назначен председателем Национального совета по вопросам образования, тогда же основал издательство «Новая Никарагуа».
На президентских выборах 1984 года был избран вице-президентом Никарагуа при президенте Д. Ортеге (набрали 66,97 % голосов). На выборах 1990 года вновь составил пару Д. Ортеге, но СФНО потерпел поражение, получив 40,8 % голосов. В 1990—1995 годах возглавлял фракцию сандинистов в Национальном Собрании. В 1991 году был избран членом Национального Руководства СФНО.
Был активным сторонником реформы Конституции 1987 года, чтобы придать ей более демократический характер (реформа была осуществлена в 1995 году).
21 мая 1995 года из-за разногласий с руководством СФНО, включая Ортегу, основал отдельную левую партию Сандинистское движение возрождения (Movimiento Renovador Sandinista, MRS) (вместе с ним в партию вошли такие видные деятели СФНО, как Дора Мария Тельес и Луис Каррион Крус).
Кандидат в президенты от MRS на выборах 1996 года, занял 6-е место, получив 7665 голосов (0,44 %).
В 1996 году ушёл из политики и вернулся к писательской деятельности. Колумнист ведущих испанских и латиноамериканских изданий. В 1999—2001 преподавал литературу в Мэрилендском университете (США).
В ноябре 2018 года получил гражданство Испании. В феврале 2023 года он и ещё 93 противника президента Д. Ортеги были лишены гражданства Никарагуа как «изменники Родины» (в июле 2023 бы конфискован его дом). В том же году Рамирес получил гражданства Эквадора и Колумбии.

## Литератор
Литературное творчество С. Рамиреса посвящено осмыслению латиноамериканской действительности, его центральная тема — допустимость насилия как средства достижения политических целей: сб. «Рассказы» («Cuentos», 1963), романы «Блестящее время» («Tiempo de fulgor», 1970), «Ты испугался крови?» («¿Te dio miedo la sangre?», 1977), «Божественное наказание» («Castigo Divino», 1988), «Для меня плачет небо» («El cielo llora por mí», 2008) и др. Его прозу, основанную на реальных событиях, отличают тонкий психологизм и публицистичность.
Первый его рассказ был опубликован в 1960 году, первая книга (сборник рассказов) — в 1963 году, первый роман, «Маргарита, как красивое море» (Margarita, está linda la mar) — в 1970 году. В 1998 году его творчество получило международное признание: за этот же роман он был награждён премией издательства «Alfaguara», которой отмечают лучшие испаноязычные произведения.
Работал профессором университета Мэриленда в 1999—2000 и в 2001 году. Является литературным обозревателем различных изданий в Никарагуа, Колумбии, Испании, Мексике, Венесуэле и США. Возглавляет центральноамериканский литературный электронный журнал Carátula.
Несколько его книг («Первый дождь», «Божья кара» (ISBN 978-5-280-02907-1), «Ты боишься крови?») опубликованы на русском языке.

## Награды и почётные звания
К 2018 году имел 9 литературных премий. Его книги переведены на 17 языков.
Международные литературные награды:
- Президентская медаль Пабло Неруды (Чили)
- Премия Бруно Крайского (Австрия, 1988 год)
- Премия издательства «Alfaguara»
- Международная премия Карлоса Фуэнтеса за лучшее литературное произведение на испанском языке
- Премия Дома Америк
- Премия Хосе Доносо

Почётный доктор и профессор 6 университетов.